# FK Kabel Novi Sad
FK Kabel (srpski: ФК Кабел) je nogometni klub iz Novog Sada, Južnobački okrug, Vojvodina, Srbija. 
 
U sezoni 2023./24. klub se natječe u Srpskoj ligi Vojvodina, trećem rangu nogometnog prvenstva Srbije.

## O klubu
Klub su 1932. godine osnovali radnici Novosadske fabrike kabela (NFK), lokalne tvornice kabela. Sljedećih nekoliko godina natjecali su se u lokalnim ligama Novog Sada. Godine 1945., nakon završetka Drugog svjetskog rata, radnici tvornice ponovno su osnovali klub i dali mu izvorno ime. Ime je nakratko promijenjeno u Metalac 1947., ali je vraćeno nakon samo nekoliko mjeseci.
Godine 1975. klub je prvi put u povijesti stigao do Vojvođanske lige. U trećem rangu jugoslavenskog nogometa ostali su dvije sezone. Klub će se još dva puta vraćati u Vojvođansku ligu 1978. i 1983. godine. Na kraju su završili kao prvaci treće lige u sezoni 1986./87. da bi došli do jugoslavenske Druge lige (skupina Zapad). No, klub je ispao nakon samo jedne sezone i nastavio se natjecati u novoformiranoj međurepubličkoj ligi Jugoslavije (skupina Sjever).
Nakon raspada Jugoslavije, klub je zauzeo treće mjesto u srpskoj ligi Vojvodina koja je prekinuta zbog NATO-ovog bombardiranja 1998. – 1999. i plasirao se u Drugu ligu SR Jugoslavije (skupina Sjever). Proveli su tri uzastopne sezone u drugoj ligi, prije nego što su ispali 2002. godine. Nakon toga, klub se dvije sezone natjecao u Srpskoj ligi Vojvodina, prije nego što je 2004. ispao u Vojvođansku ligu Zapad.
Nakon što je završio kao viceprvak u Vojvođanskoj ligi Jug 2016./17., klub je u sljedećoj sezoni osvojio naslov i plasirao se u Srpsku ligu Vojvodina. Nakon toga su se plasirali na prvo mjesto u trećoj ligi i plasirali se u Prvu ligu Srbije 2019.

## Uspjesi
Vojvođanska liga / Srpska liga Vojvodina (3. rang)
- 1986./87. / 2018./19.

Novosadsko-sremska zona / Vojvođanska liga Zapad / Vojvođanska liga Jug (4. rang)
- 1973./74., 1974./75., 1977./78., 1982./83. / 1995./96. / 2017./18.

## Poznati igrači
- Željko Brkić
- Dimitrije Injac
- Marko Klisura
- Igor Bogdanović

## Poveznice
- srbijasport.net, FK Kabel, profil kluba